# 勒布勒伊 (罗讷省)
勒布勒伊（法語：Le Breuil，法語發音：[lə bʁœj]）是法国罗讷省的一个市镇，属于索恩河畔自由城区。

## 地理
勒布勒伊（45°53'39"N, 4°35'15"E）面积5.63 平方千米，位于法国奥弗涅-罗讷-阿尔卑斯大区罗讷省，该省份为法国中东部省份，北起顺时针与索恩-卢瓦尔省、安省、里昂大都会、伊泽尔省和卢瓦尔省接壤。
与勒布勒伊接壤的市镇（或旧市镇、城区）包括：萨尔塞、圣日耳曼-尼埃勒、巴尼奥勒、比利、谢西、莱尼、瓦勒德万。

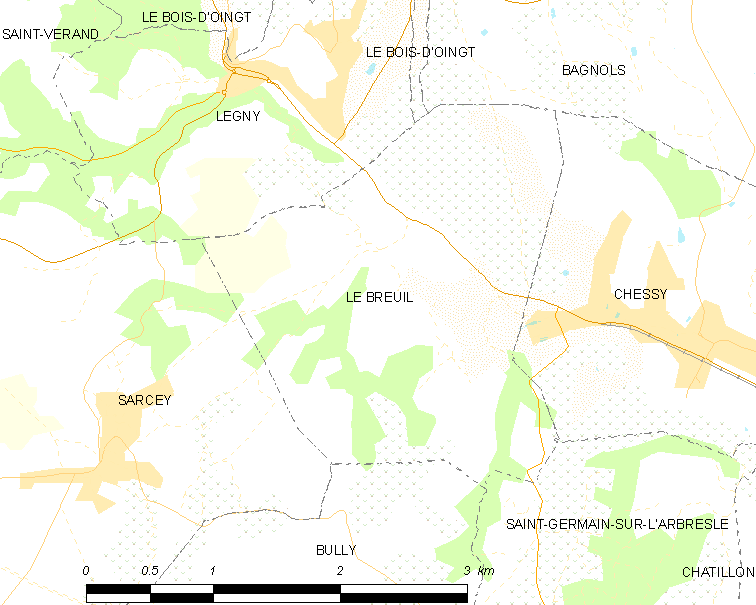
的OSM定位图

勒布勒伊的时区为UTC+01:00、UTC+02:00（夏令时）。

## 行政
勒布勒伊的邮政编码为69620，INSEE市镇编码为69026。

## 政治
勒布勒伊所属的省级选区为瓦勒德万县。

## 人口

1962-2008年间人口变化图示

勒布勒伊于2022年1月1日时的人口数量为528人。